# Вера, Диего
Деиго Даниэль Вера Мендес (исп. Diego Daniel Vera Méndez; род. 5 января 1985[…], Монтевидео) — уругвайский футболист, нападающий клуба «Данубио» и сборной Уругвая.

## Биография
Вера начал карьеру в клубе «Белья Виста». В 2005 году он стал лучшим бомбардиром уругвайской Сегунды и помог клубу выйти в Примеру. В 2007 году Диего перешёл в «Насьональ», но уже по окончании сезона покинул команду и стал игроком «Дефенсор Спортинг». С новым клубом Вера стал чемпионом страны и вернулся в «Насьональ», где во второй раз стал выиграл чемпионат. 23 апреля 2009 года в матче Кубка Либертадорес против колумбийского «Индепендьенте Медельин» он отметился забитым мячом. Летом 2010 года Диего перешёл в столичный «Ливерпуль». 22 августа в матче против «Рампла Хуниорс» он дебютировал за новую команду. В этом же поединке Вера забил свой первый гол за «Ливерпуль».
В начале 2011 года Вера бы отдан в аренду в китайский «Шанхай Шэньсинь». 16 апреля в матче против «Далянь Шидэ» он дебютировал в китайской Суперлиге. 24 апреля в поединке против «Чэнду Блейдс» Диего забил свой первый гол за «Шанхай Шэньсинь».
Летом того же года Вера на правах аренды перешёл в колумбийский «Депортиво Перейра». 29 августа в матче против «Ла Экидад» он дебютировал в Кубке Мустанга. 25 сентября в поединке против «Индепендьенте Медельин» Диего забил свой первый гол за «Депортиво Перейра». В начале 2012 года он ненадолго вернулся в «Ливерпуль». Летом Вера на правах аренды присоединился к мексиканскому «Керетаро». 22 июля в матче против «Леона» он дебютировал в мексиканской Примере. 14 октября в поединке против «Крус Асуль» Диего забил свой первый гол за «Керетаро». В начале 2013 года Вера на правах аренды перешёл в аргентинский «Атлетико Рафаэла». 18 февраля в матче против «Арсенала» из Саранди он дебютировал в аргентинской Примере. 24 февраля в поединке против «Годой-Крус» Диего забил свой первый гол за «Атлетико Рафаэла».
Летом 2014 года Вера перешёл в «Эстудиантес». Сумма трансфера составила 550 тыс. евро. 17 августа в матче против «Индепендьенте» он дебютировал за новую команду. 28 августа в поединке против «Бока Хуниорс» Диего забил свой первый гол за «Эстудиантес». В матчах Южноамериканского кубка против «Химнасии Ла-Плата» и «Ривер Плейта» он забил три гола. Летом 2015 года Вера перешёл в «Индепендьенте». Сумма трансфера составила 1,5 млн евро. 26 июля в матче против своего бывшего клуба «Атлетико Рафаэла» он дебютировал за новую команду. 2 августа в поединке против «Колона» Диего забил свой первый гол за «Индепендьенте».
В начале 2017 года Вера перешёл в «Колон». Сумма трансфера составила 900 тыс. евро. 14 марта в матче против «Олимпо» он дебютировал за новую команду. 8 апреля в поединке против «Годой-Крус» Диего забил свой первый гол за «Колон». Летом 2018 года Вера стал игроком «Тигре». 11 августа в матче против «Сан-Лоренсо» он дебютировал за новый клуб. В поединке против своего бывшего клуба «Колон» Диего забил свой первый гол за «Тигре».
В 2006 году Вера дебютировал за сборную Уругвая.

## Достижения
«Дефенсор Спортинг»
- Чемпион Уругвая — 2007/08

«Насьональ»
- Чемпион Уругвая — 2008/09